# Nicolò Amato
Nicolò Amato (Messina, 20 gennaio 1933 – Roma, 21 luglio 2021) è stato un giurista italiano, ex magistrato, già direttore del Dipartimento dell'amministrazione penitenziaria.

## Biografia
In magistratura dal 1958, per molti anni è stato pubblico ministero alla Procura della Repubblica di Roma dove seguì importanti inchieste tra gli anni settanta e ottanta. In quegli anni è titolare delle inchieste sui Nuclei Armati Proletari, sull'attentato a Papa Giovanni Paolo II e sul caso Moro.
Nel 1972, come sostituto procuratore del tribunale di Roma, emise l'ordinanza di sequestro in tutta Italia del film Ultimo tango a Parigi, a salvaguardia del comune senso del pudore.
È stato dal 1983 al giugno 1993 direttore della "Direzione generale degli istituti di prevenzione e pena" del Ministero della giustizia, nel 1990 divenuto DAP. È stato uno dei fautori della legge Gozzini del 1986 di riforma della pena.
Il suo nome è riemerso nell'ambito della trattativa Stato-mafia degli anni 1992-1993.
Amato fu autore nel 1993 di un documento inviato all'allora ministro della Giustizia Giovanni Conso, nel quale proponeva la revoca del carcere duro (41 bis) per i mafiosi onde evitare altre stragi. L'ex direttore del Dap rivendica piuttosto di aver chiesto in quel documento "una serie di misure, come la registrazione dei colloqui tra i detenuti mafiosi - spiega - se fossero state attuate per tempo avrebbero evitato altre stragi". Amato conclude: "Il 41 bis l'ho introdotto io, d'accordo con Claudio Martelli, nell'estate 1992". Martelli nega. Conso dunque decise, tra il maggio e il novembre del 1993, di revocare il carcere duro a circa 300 detenuti. All'inizio di giugno 1993, il dott. Amato veniva rimosso dalla direzione del Dipartimento dell'Amministrazione Penitenziaria dal ministro Conso, per essere destinato all'incarico di rappresentante dell’Italia nel Comitato Europeo per la prevenzione della tortura. La promozione gli apparve strumentale tanto che, poco tempo dopo, Amato decise di lasciare la magistratura per dedicarsi all'attività forense.
Il collaboratore di giustizia Massimo Ciancimino, il 18 novembre 2010, viene chiamato in Procura a Palermo dal pm Ingroia per un interrogatorio nel quale ha risposto ad alcune domande riguardanti l'avvocato Amato. In merito Ciancimino ha dichiarato che Amato, dopo essersi dimesso dalla magistratura, divenne il legale del padre Vito su indicazione del generale Mori. 
Amato nel 2012 ha pubblicato un libro "I giorni del dolore. La notte della ragione" in cui fornisce tra l'altro la propria versione dei fatti riguardo alla rimozione dal proprio incarico al D.A.P. nel giugno 1993.
Muore a Roma all'età di 88 anni il 21 luglio 2021 a causa di una neoplasia polmonare manifestatasi pochi giorni prima.

## Pubblicazioni
- Osservazioni sul problema della interpretatività, A. Giuffrè, Milano 1966, Estr. da Rivista internazionale di filosofia del diritto A. 43, fasc. 2 (apr.-giu. 1966)
- Considerazioni in tema di discorso teoretico e di discorso normativo, A.Giuffrè, Milano1966, Estr. da Rivista internazionale di filosofia del diritto, A. 43, fasc. 4 (ott.-dic. 1966)
- Logica simbolica e diritto, A. Giuffrè, Milano 1968; Logica simbolica e diritto, A. Giuffrè, Milano 1969
- Diritto, delitto, carcere, A. Giuffrè, Milano 1987
- Un pubblico ministero in Corte d'assise: l'attentato al pontefice Giovanni Paolo II, Moro ed altri processi, Schena, Fasano 1989
- Oltre le sbarre, A. Mondadori, Milano 1990
- L’ultima lambada, SugarCo, Carnago 1993
- Processo alla giustizia, Marsilio, Venezia, 1994
- Fuga impossibile, T. Pironti, Napoli 1996
- I giorni del dolore, la notte della ragione: stragi di mafia e carcere duro, Armando, Roma 2012
- Bettino Craxi, dunque colpevole, Soveria Mannelli, Rubbettino, 2013
- Caino e Abele, Treves Editore, 2015